# Gang Signs & Prayer
Albums de Stormzy
Heavy Is the Head
(2019)
Singles
1. Big for Your Boots
Sortie : février 2017
2. Cold
Sortie : mars 2017
3. Cigarettes & Cush
Sortie : août 2017
4. Blinded by Your Grace, Pt. 2
Sortie : octobre 2017

Gang Signs & Prayer est le premier album studio du rappeur britannique Stormzy, sorti le 24 février 2017.
L'album est un succès critique et commercial, principalement au Royaume-Uni où il est certifié disque de platine. Il remporte le prix du meilleur album britannique lors des Brit Awards 2018. Il est également récompensé par un MOBO Award et un Ivor Novello Award, et obtient une nomination pour le Mercury Prize en 2017,,.

## Liste des titres
| No  | Titre                                            | Auteur                                                                            | Durée |
| --- | ------------------------------------------------ | --------------------------------------------------------------------------------- | ----- |
| 1.  | First Things First                               | - Michael Omari - Mura Masa                                                       | 3:27  |
| 2.  | Cold                                             | - Omari - Swifta Beater                                                           | 2:37  |
| 3.  | Bad Boys (featuring Ghetts and J Hus)            | - Omari - Justin Clarke - Momodou "J Hus" Jallow - E.Y.                           | 4:06  |
| 4.  | Blinded By Your Grace Part 1                     | - Omari - Smith - Varren Wade - Dion Wardle                                       | 2:40  |
| 5.  | Big For Your Boots                               | - Omari - Karl Joseph                                                             | 3:58  |
| 6.  | Velvet / Jenny Francis Interlude                 | - Omari - Mikey Akin - Moses Samuels - Nao                                        | 5:39  |
| 7.  | Mr Skeng                                         | - Omari - Joseph                                                                  | 3:17  |
| 8.  | Cigarettes & Cush (feat. Kehlani and Lily Allen) | - Omari - Smith - Kehlani - Wardle                                                | 5:49  |
| 9.  | 21 Gun Salute / Interlude (feat. Wretch 32)      | - Omari - Jermaine Sinclair - Akin - Samuels                                      | 2:26  |
| 10. | Blinded By Your Grace Part 2 (feat. MNEK)        | - Omari - Smith - Uzoechi Emenike                                                 | 3:50  |
| 11. | Return Of The Rucksack                           | - Omari - Joseph - Dizzee Rascal                                                  | 3:04  |
| 12. | 100 Bags                                         | - Omari - Sunny Kale                                                              | 3:37  |
| 13. | Don't Cry For Me (feat. Raleigh Ritchie)         | - Omari - Varren Wade - Isra "Wizzy Wow" Lohata - Prince Galalie - Jacob Anderson | 3:34  |
| 14. | Crazy Titch - Interlude                          | Crazy Titch                                                                       | 2:41  |
| 15. | Shut Up                                          | - Omari - XTC                                                                     | 2:59  |
| 16. | Lay Me Bare                                      | - Smith - E.Y. - Stormzy                                                          | 5:04  |

## Classements hebdomadaires
| Classement (2017)                  | Meilleure position |
| ---------------------------------- | ------------------ |
| Australie (ARIA)                   | 11                 |
| Belgique (Flandre Ultratop)        | 86                 |
| Belgique (Wallonie Ultratop)       | 126                |
| Canada (Canadian Albums Chart)     | 91                 |
| Danemark (Tracklisten)             | 12                 |
| Écosse (OCC)                       | 2                  |
| Finlande (Suomen virallinen lista) | 44                 |
| Irlande (IRMA)                     | 1                  |
| Norvège (VG-lista)                 | 22                 |
| Nouvelle-Zélande (RIANZ)           | 14                 |
| Pays-Bas (Mega Album Top 100)      | 25                 |
| Royaume-Uni (UK Albums Chart)      | 1                  |
| Royaume-Uni (R&B Albums)           | 1                  |
| Suède (Sverigetopplistan)          | 34                 |
| Suisse (Schweizer Hitparade)       | 38                 |

## Certifications
| Pays              | Certification | Unités certifiées |
| ----------------- | ------------- | ----------------- |
| Danemark (IFPI)   | Or            | 10 000            |
| Royaume-Uni (BPI) | Platine       | 300 000           |